# Verophasmatodea
Verophasmatodea — підряд комах ряду примарових (Phasmatodea).

## Класифікація
- Інфраряд Anareolatae
  - Родина Diapheromeridae
  - Родина Phasmatidae
- Інфраряд Areolatae
  - Родина †Archipseudophasmatidae[1]
  - Родина Aschiphasmatidae
  - Родина Bacillidae
  - Родина Heteronemiidae
  - Родина Phylliidae
  - Родина Pseudophasmatidae